# Segunda Categoría del Carchi 2015
El Campeonato Provincial de Segunda Categoría de Carchi 2015 fue un torneo de fútbol en Ecuador en el cual compitieron equipos de la Provincia de Carchi. El torneo fue organizado por la Asociación de Fútbol Profesional del Carchi (AFC) y avalado por la Federación Ecuatoriana de Fútbol. El torneo empezó el 17 de mayo de 2015 y finalizó el 15 de julio de 2015. Participaron 3 clubes de fútbol y entregó 2 cupos al Zonal de Ascenso de la Segunda Categoría 2015 por el ascenso a la Serie B.

## Sistema de campeonato
El sistema determinado por la Asociación de Fútbol Profesional del Carchi fue el siguiente: 
- Se jugó una etapa única con los 3 equipos establecidos, fue todos contra todos ida y vuelta (12 fechas), al final los equipos que terminaron en primer y segundo lugar clasificaron a los zonales  de Segunda Categoría 2015.

## Equipos participantes
| Equipos participantes      | Equipos participantes | Equipos participantes       |
| -------------------------- | --------------------- | --------------------------- |
|                            |                       |                             |
| Equipo                     | Ciudad                | Estadio                     |
| Club Atlético Tulcán       | Tulcán                | Estadio Olímpico de Tulcán  |
| Carchi 04 Fútbol Club      | Tulcán                | Estadio Olímpico de Tulcán  |
| Club Deportivo San Gabriel | San Gabriel           | Estadio Olímpico Santa Rosa |

## Equipos por Cantón
| Cantón   | N.º | Equipos                          |
| -------- | --- | -------------------------------- |
| Tulcán   | 2   | Atlético Tulcán y Carchi 04 F.C. |
| Montúfar | 1   | Deportivo San Gabriel            |

## Clasificación
|  |    | Equipo                | PJ | PG | PE | PP | GF | GC | DG | PTS |
|  | -- | --------------------- | -- | -- | -- | -- | -- | -- | -- | --- |
|  | 1. | Atlético Tulcán       | 8  | 5  | 2  | 1  | 15 | 9  | +6 | 17  |
|  | 2. | Carchi 04 F.C.        | 7  | 2  | 3  | 2  | 11 | 10 | +1 | 9   |
|  | 3. | Deportivo San Gabriel | 7  | 1  | 1  | 5  | 7  | 14 | -7 | 4   |

|  | Clasificados a los zonales de Segunda Categoría 2015. |

## Evolución de la clasificación
| Equipo / Jornada      | 01 | 02 | 03 | 04 | 05 | 06 | 07 | 08 | 09 | 10 | 11 | 12 |
| --------------------- | -- | -- | -- | -- | -- | -- | -- | -- | -- | -- | -- | -- |
| Atlético Tulcán       | 3  | 3  | 2  | 3  | 1  | 1  | 1  | 1  | 1  | 1  | 1  | 1  |
| Carchi 04 F.C.        | 1  | 2  | 3  | 1  | 2  | 2  | 2  | 2  | 2  | 2  | 2  | 2  |
| Deportivo San Gabriel | 2  | 1  | 1  | 2  | 3  | 3  | 3  | 3  | 3  | 3  | 3  | 3  |

## Resultados
|  | Carchi 04 F.C. | 1 - 1 | Deportivo San Gabriel |  | Olímpico (Tulcán) | 17 de mayo | 15:00 |
|  | Libre:         | -     | Atlético Tulcán       |  | -----             | -----      | ----- |

|  | Deportivo San Gabriel | 2 - 1 | Atlético Tulcán |  | Olímpico Santa Rosa | 24 de mayo | 15:00 |
|  | Libre:                | -     | Carchi 04 F.C.  |  | -----               | -----      | ----- |

|  | Atlético Tulcán | 2 - 1 | Carchi 04 F.C.        |  | Olímpico (Tulcán) | 31 de mayo | 15:00 |
|  | Libre:          | -     | Deportivo San Gabriel |  | -----             | -----      | ----- |

|  | Deportivo San Gabriel | 1 - 2 | Carchi 04 F.C.  |  | Olímpico Santa Rosa | 7 de junio | 15:00 |
|  | Libre:                | -     | Atlético Tulcán |  | -----               | -----      | ----- |

|  | Atlético Tulcán | 2 - 1 | Deportivo San Gabriel |  | Olímpico (Tulcán) | 14 de junio | 15:00 |
|  | Libre:          | -     | Carchi 04 F.C.        |  | -----             | -----       | ----- |

|  | Carchi 04 F.C. | 3 - 3 | Atlético Tulcán       |  | Olímpico (Tulcán) | 17 de junio | 16:00 |
|  | Libre:         | -     | Deportivo San Gabriel |  | -----             | -----       | ----- |

|  | Atlético Tulcán | 1 - 1 | Carchi 04 F.C.        |  | Olímpico (Tulcán) | 21 de junio | 15:00 |
|  | Libre:          | -     | Deportivo San Gabriel |  | -----             | -----       | ----- |

|  | Deportivo San Gabriel | 1 - 2 | Atlético Tulcán |  | Olímpico Santa Rosa | 28 de junio | 15:30 |
|  | Libre:                | -     | Carchi 04 F.C.  |  | -----               | -----       | ----- |

|  | Carchi 04 F.C. | 3 - 1 | Deportivo San Gabriel |  | Olímpico (Tulcán) | 5 de julio | 15:30 |
|  | Libre:         | -     | Atlético Tulcán       |  | -----             | -----      | ----- |

|  | Carchi 04 F.C. | 0 - 1 | Atlético Tulcán       |  | Olímpico (Tulcán) | 12 de julio | 15:30 |
|  | Libre:         | -     | Deportivo San Gabriel |  | -----             | -----       | ----- |

|  | Atlético Tulcán (C) | 3 - 0 | Deportivo San Gabriel |  | Olímpico (Tulcán) | 15 de julio | 16:00 |
|  | Libre:              | -     | Carchi 04 F.C.        |  | -----             | -----       | ----- |

|  | Deportivo San Gabriel | -               | Carchi 04 F.C.  |                 | Olímpico Santa Rosa | No se jugó      | --:--           |
|  | Libre:                | Atlético Tulcán | Atlético Tulcán | Atlético Tulcán | Atlético Tulcán     | Atlético Tulcán | Atlético Tulcán |

## Campeón
| |
| Club Atlético Tulcán 2.do Título Clasifica a los zonales de la Segunda Categoría 2015 - También clasifica Club Deportivo San Gabriel como Vicecampeón. |